# Mittenothamnium frondosum
Mittenothamnium frondosum là một loài Rêu trong họ Hypnaceae. Loài này được (Mitt.) Cardot mô tả khoa học đầu tiên năm 1913.